# Kevontay Jackson
Kevontay Jackson  (também conhecido pelos pseudônimos JM e IAMJEROME) é um cantor, rapper, ator e compositor estadunidense. Ficou mais conhecido por interpretar o Jerome em Everybody Hates Chris.

## Carreira
Kevontay Jackson começou no grupo 3rd Storee em 1999 e terminou em 2000 junto com DSMoove, Jay R e LiL Man. Nesse, ele começou a aprimorar seu talento na música como compositor e perfomer de turnês. A partir daí começou a fazer participações especiais e recorrentes em séries de televisão, porém continuou cantando.

### Televisão
| Ano       | Título                | Papel          | Notas                 |
| --------- | --------------------- | -------------- | --------------------- |
| 2003      | Boston Public         |                | Participação especial |
| 2005      | That's So Raven       | Pressure       | Participação especial |
| 2005      | Over There            | Soldado        |                       |
| 2005-2009 | Everybody Hates Chris | Jerome         | Recorrente            |
| 2006      | CSI: NY               | Tyrell Mann    |                       |
| 2007      | Parallel Paths        | Ele mesmo      | Participação especial |
| 2007      | Shark                 | Reshaun Ferris |                       |
| 2007      | The Shield            | Vandes         |                       |
| 2010      | The Boondocks         | Homem-salada   |                       |
| 2010      | Mad Men               | Homem          | Participação especial |
| 2011      | Tagged                | Cribbs         |                       |
| 2011      | Southland             | Aaron Stanley  |                       |